# Yron
Yron – rzeka we Francji, przepływająca przez tereny departamentów Moza oraz Meurthe i Mozela, o długości 37,4 km. Stanowi prawy dopływ rzeki Orne.